# Viên Quý phi (Minh Tư Tông)
Viên Quý phi (chữ Hán: 袁贵妃, 1616 - 1654), là phi tần của Minh Tư Tông Sùng Trinh Đế, vị hoàng đế cuối cùng của triều đại nhà Minh trong lịch sử Trung Quốc. Khi triều Minh sụp đổ, bà là phi tần duy nhất của Sùng Trinh Đế còn sống sót.

## Xuất thân
Quý phi họ Viên (袁), là người Uyển Bình (宛平). Sử sách không ghi tên của bà, chỉ biết cha bà là Viên Hữu (袁祐), không rõ mẹ là ai. Bà ra đời vào năm Vạn Lịch thứ 45, tức triều đại Minh Thần Tông.
Vào những năm Thiên Khải (1621 - 1627), triều đại Minh Hy Tông, Viên thị nhập Vương phủ hầu hạ em trai Hoàng đế là Tín vương Chu Do Kiểm (sau là Minh Tư Tông). Khi này Tín vương đã có chính thất là Vương phi Chu thị, vì thế Viên thị trở thành Trắc phi (側妃).

## Đại Minh Tần phi

### Cuộc sống trong cung
Năm Thiên Khải thứ 7 (1627), Minh Hy Tông băng hà. Chu Do Kiểm kế vị, lấy hiệu Minh Tư Tông Sùng Trinh Đế, lập Vương phi Chu thị làm Hoàng hậu, hai vị Trắc phi Viên thị và Điền thị làm Phi (妃).
Hành trang của Viên thị không được ghi nhiều trong sử sách, chỉ được nhắc trong các tài liệu 《Minh sử》, 《Thanh sử cảo》, 《Sùng Trinh triều dã kỷ》 và 《Khải trinh cung từ》. Trong đó đề cập, Viên thị được sách phong Thục phi (淑妃), ngự tại Dực Khôn cung nằm ở Tây lục cung, Tử Cấm Thành. Sau đó, bà được tấn phong Quý phi (貴妃) (không rõ năm sách phong), địa vị chỉ dưới Hoàng hậu.
Năm Sùng Trinh thứ 12 (1639), Viên Quý phi sinh hạ một hoàng nữ là Chiên Nhân Công chúa (昭仁公主). Đây là người con duy nhất của bà.
Viên Quý phi được ghi nhận là sủng phi của Sùng Trinh Đế, song ân sủng không thể vượt qua Điền Quý phi. Bằng chứng là Điền Quý phi liên tục sinh 4 hoàng tử cho Sùng Trinh Đế, bản thân Chu Hoàng hậu cũng sinh được 3 Hoàng tử và 1 Hoàng nữ trước thời điểm Điền thị sinh con. Vậy mà trong hơn 10 năm, Viên Quý phi chỉ sinh duy nhất một người con gái. Có thể thấy Điền thị đắc sủng nhất hậu cung, được Hoàng đế ân ái hơn hẳn Chu hậu và Viên thị.
Bù lại, Viên thị chiếm được tình cảm của Chu hậu vì bà luôn cung kính nhún nhường, đối đãi nội ngoại vô cùng cẩn thận khép nép. Không như Điền thị, cậy tài nghệ hơn người không chịu luồn cúi, khiến Chu hậu phật ý. Vào tháng giêng năm Sùng Trinh thứ 13 (1640), nhân dịp tết Nguyên đán, Điền thị và Viên thị cùng đến Giao Thái điện (交泰殿) bái kiến Hoàng hậu. Chu hậu cho truyền một mình Viên thị vào điện, thăm hỏi vui vẻ, bỏ mặc Điền thị quỳ ở ngoài dưới trời đông gió rét. Hoàng hậu xử sự bất công khiến Hoàng đế nổi trận lôi đình và xảy ra ẩu đả với Hoàng hậu.

### May mắn thoát chết
Năm Sùng Trinh thứ 17 (1644), tháng 3, phiến quân của Lý Tự Thành đánh chiếm kinh thành.
Ngày 18 tháng 3 (âm lịch), Sùng Trinh Đế thiết triều lần cuối với các đại thần được diễn ra. Lý Tự Thành đã yêu cầu Hoàng đế đầu hàng, nhưng ông từ chối. Ngày hôm sau, quân nổi loạn tấn công kinh thành. Sùng Trinh Đế lệnh các Hoàng tử lẩn trốn kẻ địch ở nhà người thân, triệu tập hết những thành viên còn lại của hoàng tộc, lệnh tuẫn tiết để "thà chết vinh còn hơn sống nhục".
Một năm trước, Điền Quý phi qua đời vì bệnh nên lúc này hậu cung chỉ còn mỗi Chu Hoàng hậu và Viên Quý phi, cùng con gái của họ. Sùng Trinh Đế ra tay sát hại toàn bộ hoàng nữ, trong đó có Chiêu Nhân Công chúa, con của Viên Quý phi, và Trường Bình Công chúa, con của Vương Thuận phi, người đã mất sớm năm 1629. Chiêu Nhân bị chém đầu, còn Trường Bình thì chém hụt vào tay, giả chết rồi cải trang thành Thái giám trốn thoát.
Chu hậu và Viên Quý phi bị ép tự tử. Cả hai cùng treo cổ tại Khôn Ninh cung, Tử Cấm Thành. Chu hậu chết tại chỗ, còn Viên thị may mắn thoát chết do lụa trắng của bà bị đứt và rơi xuống. Hoàng Đế cho người kiểm tra, phát hiện Viên thị còn sống nên đã dùng kiếm chém bà. Bà bị thương nặng bất tỉnh, Hoàng đế tưởng bà đã chết nên rời khỏi hoàng cung.
Viên thị tỉnh lại thì phiến quân đã chiếm được kinh thành. Không rõ bà được tha hay bỏ trốn, chỉ biết sau khi nhà Thanh đánh bại vây cánh của Lý Tự Thành, bà tiếp tục sống như một goá phụ, và được triều đình nhà Thanh cung cấp sinh hoạt phí.

## Hậu sự
Theo Thanh sử cảo thì Viên thị qua đời vào năm Thuận Trị thứ 2 (1644), khoảng tháng 5. Tuy nhiên, chiếu theo 《Bắc du lục》 về những năm cuối triều Minh, bà được ghi nhận mất vào năm Thuận Trị thứ 12 (1654), hưởng dương 39 tuổi.
Sau khi qua đời, bà được triều đình nhà Thanh hậu táng, nhưng không được chôn ở Tư lăng (思陵), nơi Đế-Hậu Sùng Trinh và Điền Quý phi hợp táng. Không rõ nơi chôn cất của bà. Theo tư liệu trong 《Bắc du lục》 thì bà được chôn tại Kim Sơn, nay là một quận thuộc thành phố Tân Bắc, Đài Loan, nơi có Viện Bảo tàng Chu Minh.